# Dehaasia cairocan
Dehaasia cairocan là loài thực vật có hoa trong họ Nguyệt quế. Loài này được (Vidal) C.K.Allen miêu tả khoa học đầu tiên năm 1942.